# Estel-gebouw

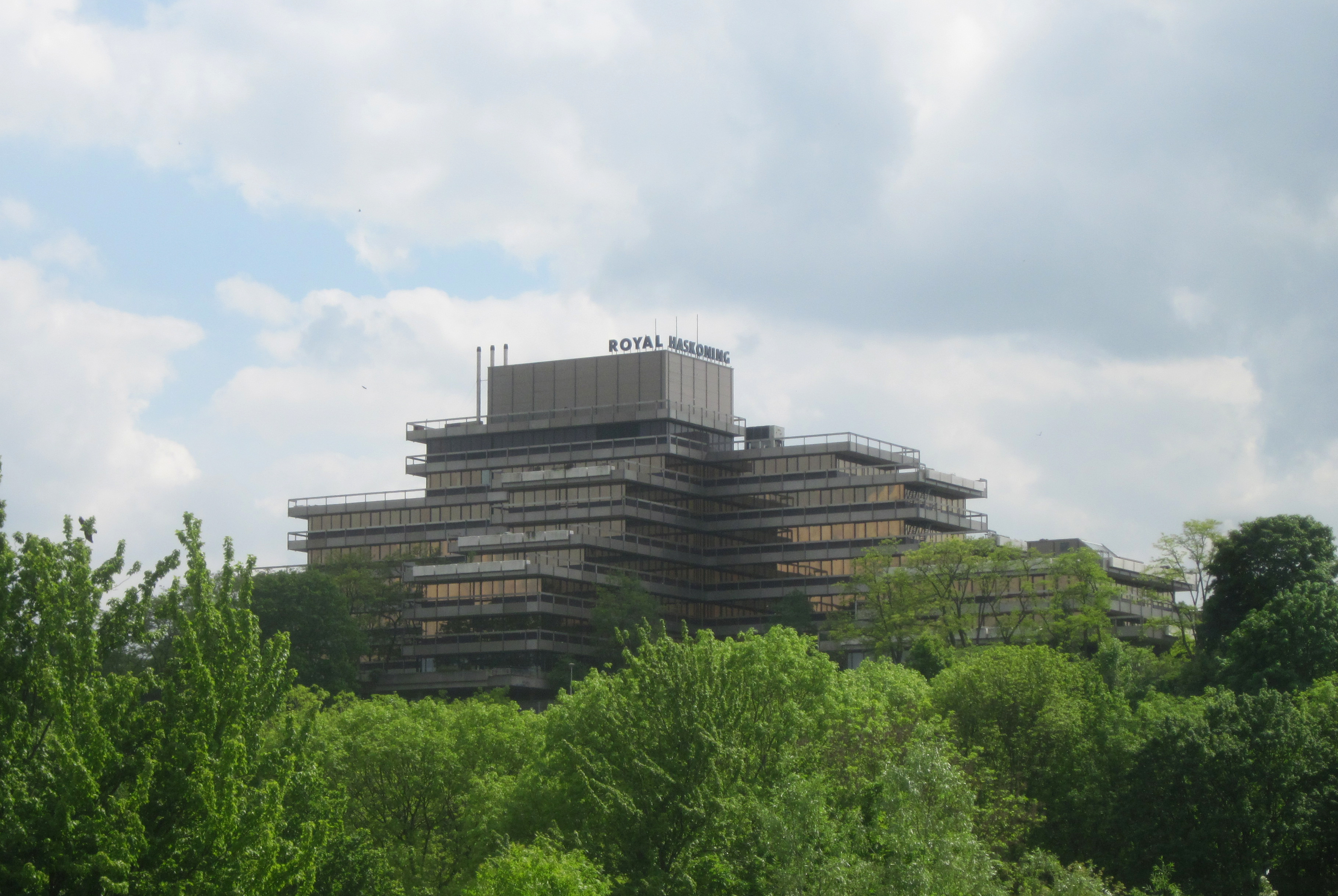
Het Estelgebouw gezien vanaf de Ooysedijk, ten tijde van het gebruik als hoofdkantoor van Royal Haskoning

Het Estel-gebouw is een groot, monumentaal en opvallend gebouw in Nijmegen dat oorspronkelijk in 1972 werd ontworpen als hoofdkantoor van Estel, het Duits-Nederlandse fusieconcern Hoesch Hoogovens. In 2007 werd het gebouw als kantoor verlaten en omgebouwd tot luxe-appartementencomplex met de naam Estel Residence. In 2016 werden de eerste appartementen opgeleverd.

## Ligging
Het gebouw ligt aan de oostelijke rand van Nijmegen, in het stadsdeel Hunnerberg, bovenop de Nijmeegse stuwwal aan de Waal, waardoor het een opvallende ligging heeft en vanaf de wijde omgeving te zien is. Het biedt een onbelemmerd uitzicht naar alle kanten op de wijde omgeving, zoals zicht op de stad, de Ooijpolder, de Waal en de Waalbrug. Omdat er meer torenflatgebouwen in de directe omgeving zijn bijgebouwd, is de ligging minder opvallend geworden.

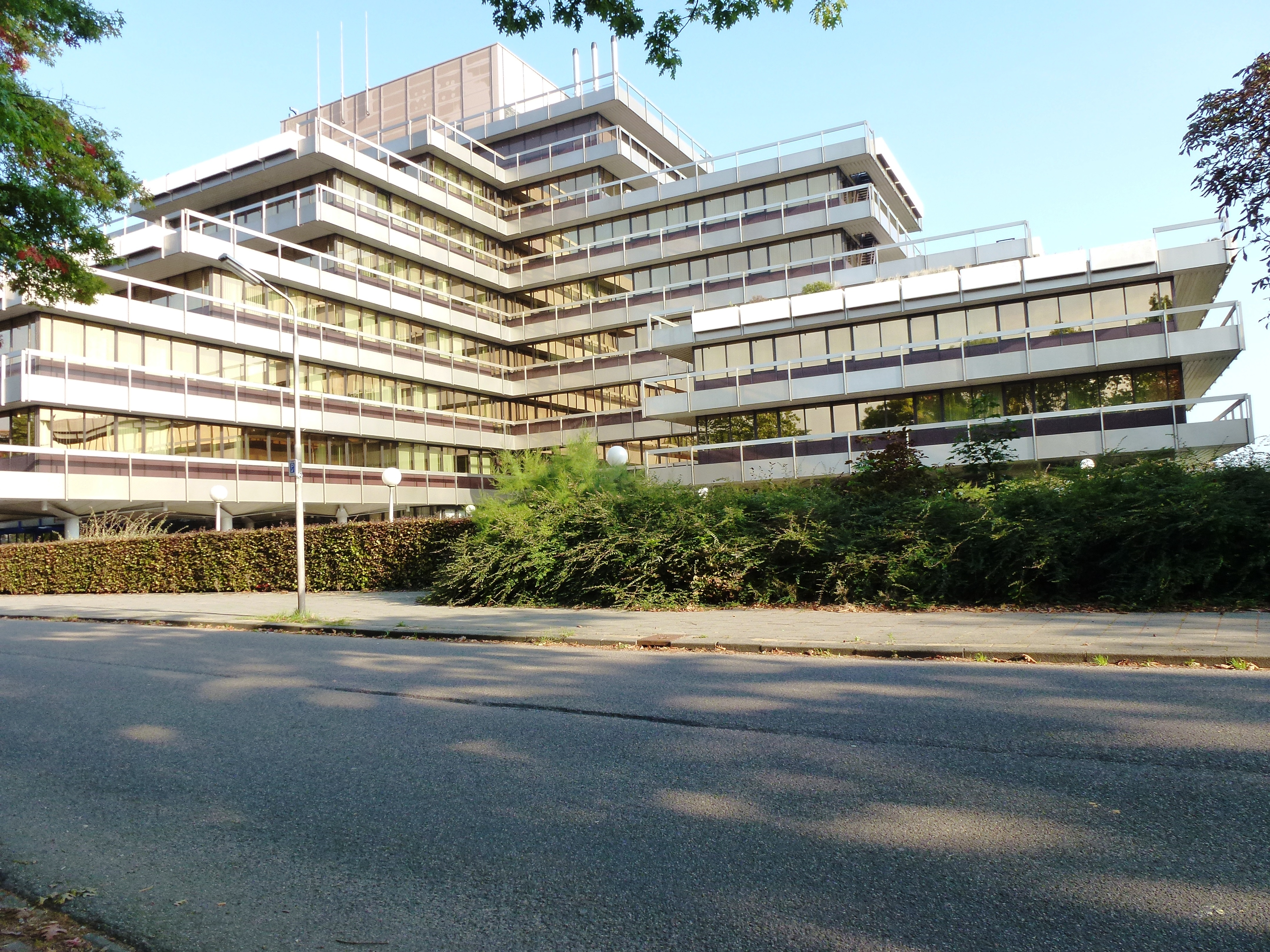
Het Estel-gebouw gezien vanaf de Barbarossastraat.

## Ontwerp
Het gebouw werd in 1972 ontworpen door architect Alexander Bodon, als hoofdkantoor van Estel. In 1977 werd het gebouw in gebruik genomen, maar doordat het bedrijf in 1982 uiteen viel, kwam het gebouw leeg te staan. Daarna stond het 25 jaar lang bekend als het Haskoning-gebouw, omdat het als hoofdkantoor diende van Royal Haskoning. De tuinen en terrassen rond het gebouw zijn ontworpen door tuinarchitect Mien Ruys.

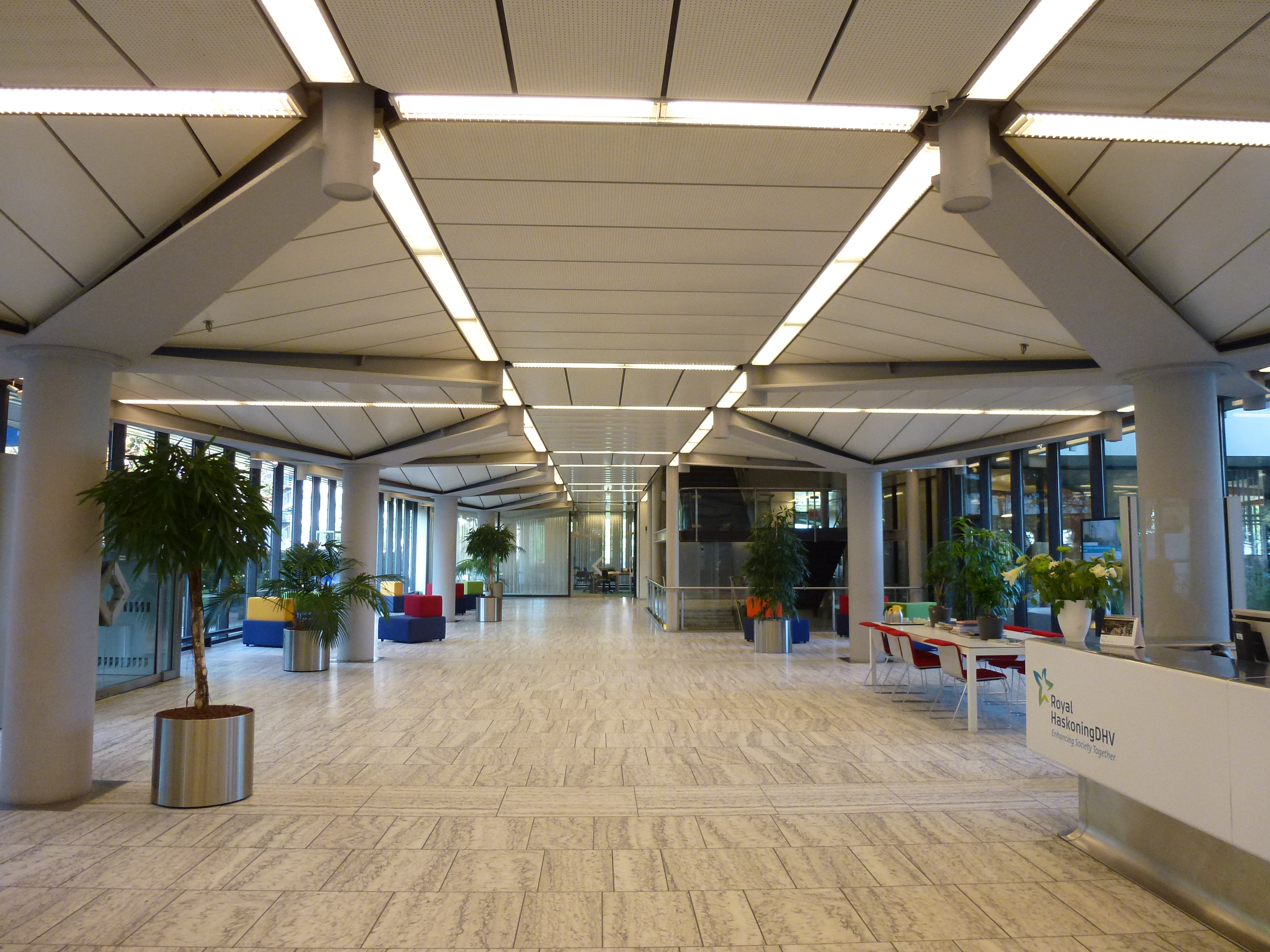
Interieur met staalconstructie

## Architectuur
Kenmerkend zijn onder meer de getrapte terrassen en doorzichten. In het ontwerp zijn invloeden zichtbaar van de Amerikaanse architect Frank Lloyd Wright, zoals de uitgestrekte gelaagdheid in acht verdiepingen. Het transparante gebouw kenmerkt zich door hoge en lichte binnenruimten, riante terrassen, daktuinen en balkons.

## Constructie
Het gebouw is grotendeels opgetrokken uit duurzame en stoere materialen, zoals staal, beton, glas en marmer.

## Verbouwing
Na het vertrek in december 2014 van de kantoormedewerkers van Royal HaskoningDHV, werd een herbestemmingsontwerp van Teake Bouma architectuur/stedenbouw en Weusten Liedenbaum Architecten gepresenteerd, waarbij het gehele gebouw werd gestript, en alleen nog de karakteristieke elementen, zoals de bouwlagen, de liftkoker en de staalconstructie behouden bleven. Daarna werd het met 62 appartementen ingericht. Het gebouw kreeg de naam Estel Residence. Eind oktober 2016 werden de eerste appartementen door de bewoners in gebruik genomen en in 2018 werd het gebouw als geheel opgeleverd.

## Voorzieningen
In het souterrain zijn diverse voorzieningen voor de bewoners beschikbaar, zoals een verwarmde zwembad, sauna, stoombad, een fitnessruimte, gastenverblijf, vergaderzaal en een wijnkelder.

## Onderscheidingen
Het gebouw is zowel de Nationale Staalprijs (1977) als de Europese Staalprijs (1979) toegekend. Nijmegen heeft het gebouw de status van gemeentelijk monument verleend. Voorts kreeg het gebouw de Nijmeegse Architectuurprijs 2019.